# Ричардс, Диди
Диузия «Диди» Ричардс (англ. Deauzya "DiDi" Richards; род. 8 февраля 1999 года в Хьюстоне, штат Техас, США) — американская профессиональная баскетболистка, выступающая в женской национальной баскетбольной ассоциации за клуб «Вашингтон Мистикс». Была выбрана на драфте ВНБА 2021 года во втором раунде под общим семнадцатым номером командой «Нью-Йорк Либерти». Играет на позиции атакующего защитника и лёгкого форварда.

## Ранние годы
Диузия родилась 8 февраля 1999 года в городе Хьюстон (штат Техас) в семье Дэмиана и Унджинетты Ричардс, у неё есть брат, Дэмиан, а училась она там же, на невключённой территории Сайпресс, в средней школе Сайпресс-Ранч, в которой выступала за местную баскетбольную команду.